# Dana Gould
Dana Gould (Hopedale, 24 agosto 1964) è un attore, comico, doppiatore, autore televisivo e produttore televisivo statunitense.

## Biografia
Nato in Massachusetts, è il quinto di sei figli.
All'età di circa diciotto anni si è trasferito a San Francisco, dove ha avviato la sua carriera nel mondo della commedia e ha fondato, nel 1986, il San Francisco Comedy Condo.
Ha scritto e recitato per il The Ben Stiller Show, serie di sketch dei primi anni '90 con Ben Stiller. Ha cocreato ed è stato produttore esecutivo e doppiatore di SAT Super Adventure Team.
Ha fornito la propria voce per il personaggio del titolo nelle versioni statunitensi della serie di videogiochi Gex e nella versione britannica del primo gioco. Con il suo frequente partner di scrittura Rob Cohen, ha scritto la maggior parte delle battute per i giochi.
Ha scritto per I Simpson per sette anni circa, dal 2001 al 2007; di questa serie animata è stato anche co-produttore esecutivo nelle stagioni dalla 14ª alla 18ª, e doppiatore in alcuni episodi. 
Nel 2009 pubblica il CD/DVD Let Me Put My Thoughts In You (Shout! Factory).
Dal 2000 al 2014 è stato sposato con Sue Naegle, ex presidentessa della HBO Entertainment. La coppia adottò tre bambine, tutte dalla Cina.
Nel 2016 ha creato la serie comica-horror Stan Against Evil, in cui recita insieme a John C. McGinley, Janet Varney e Nate Mooney.

## Filmografia parziale

### Attore
Cinema
- Fuga dalla Casa Bianca (My Fellow Americans), regia di Peter Segal (1996)
- Due padri di troppo (Fathers' Day), regia di Ivan Reitman (1997)
- Courting Courtney, regia di Paul Tarantino (1997)
- I Woke Up Early the Day I Died, regia di Aris Iliopulos (1999)
- Dill Scallion, regia di Jordan Brady (1999)
- Girls Will Be Girls, regia di Richard Day (2003)
- Scemo & più scemo - Iniziò così... (Dumb and Dumberer: When Harry Met Lloyd), regia di Troy Miller (2003)
- Tales of Halloween, registi vari (2015)
- Southbound - Autostrada per l'inferno (Southbound), registi vari (2015)
- Seven Stages to Achieve Eternal Bliss by Passing Through the Gateway Chosen by the Holy Storsh, regia di Vivieno Caldinelli (2018)

Televisione
- The Ben Stiller Show - 5 episodi (1992-1995)
- Get Serious: Seven Deadly Sins - 7 episodi (1995-1996)
- La tata (The Nanny) - un episodio (1996)
- Ellen - 2 episodi (1996, 1997)
- Working - 21 episodi (1997-1998)
- Molly: An American Girl on the Home Front - film TV (2006)
- Wendell and Vinnie - 2 episodi (2013)
- Mob City - 6 episodi (2013)
- I'm Dying Up Here - Chi è di scena (I'm Dying Up Here) - 5 episodi (2018)
- Stan Against Evil - 11 episodi (2016-2018)
- Hanging with Dr. Z - 15 episodi (2021-2022)

### Doppiatore
- Doug - 14 episodi (1993)
- Gex - videogioco (1995) - anche autore
- World on a String - film TV (1997)
- Gex: Enter the Gecko - videogioco (1998) - anche autore
- SAT Super Adventure Team (Super Adventure Team) - serie TV (1998)
- Gex 3: Deep Cover Gecko - videogioco (1999)
- Brand Spanking New! Doug - 65 episodi (1996-1999)
- Rock 'n' Roll Dad - 4 episodi (2000)
- Father of the Pride - 2 episodi (2004)
- I Griffin (Family Guy) - un episodio (2010)
- Mighty Magiswords - 7 episodi (2016-2018)
- I Simpson (The Simpsons) - 6 episodi (2002-2020)

### Autore televisivo/Sceneggiatore
- Saturday Night Special - 6 episodi (1996)
- Get Serious: Seven Deadly Sins - 6 episodi (1996)
- World on a String (1997)
- SAT Super Adventure Team - 6 episodi (1998)
- Rock 'n' Roll Dad - 4 episodi (2000)
- I Simpson (The Simpsons) - 7 episodi (2001-2007)
- Laugh Factory - 3 episodi (2011-2018)
- Stan Against Evil - 24 episodi (2016-2018)
- Toys of Terror (2020)

### Produttore
- SAT Super Adventure Team (Super Adventure Team) (1998) - produttore esecutivo
- Rock 'n' Roll Dad - 4 episodi (2000) - produttore esecutivo
- I Simpson (The Simpsons) - 146 episodi (2001-2007)
- Beast Wishes (2012) - anche assistente regista
- Cristela - 3 episodi (2014) - produttore coesecutivo
- Stan Against Evil - 8 episodi (2016) - produttore esecutivo
- Toys of Terror (2020) - produttore esecutivo